# کاتلین اوکانر
کاتلین اوکانر پوردی (به انگلیسی: Caitlin O'Connor Purdy) (زاده ۳ اوت ۱۹۹۰) بازیگر و مدل آمریکایی است.